# Beatrice-Preis
Der Beatrice-Preis (Original: Beatrice Prisen) ist ein dänischer Literaturpreis. Die 1983 von Birthe und Paul Beckett gestiftete und jährlich von der Det Danske Akademi verliehene Auszeichnung ist aktuell mit 50.000 Dänischen Kronen dotiert.

## Preisträger
- 1984: Henrik Bjelke
- 1985: Peter Laugesen
- 1986: Arthur Krasilnikoff
- 1987: Klaus Høeck
- 1988: Preben Major Sørensen
- 1989: Marianne Larsen
- 1990: Henning Mortensen
- 1991: Vagn Lundbye
- 1992: Anne Marie Ejrnæs
- 1993: Christian Skov
- 1994: Jette Drewsen
- 1995: Maria Giacobbe
- 1996: Knud Holten
- 1997: F. P. Jac
- 1998: Janina Katz
- 1999: Preis nicht vergeben
- 2000: Pia Juul
- 2001: Jens-Martin Eriksen
- 2002: Nikolaj Stockholm
- 2003: Helle Helle
- 2004: Naja Marie Aidt
- 2005: Kirsten Hammann
- 2006: Morten Søndergaard
- 2007: Christina Hesselholdt
- 2008: Preis nicht vergeben
- 2009: Merete Pryds Helle
- 2010: Katrine Marie Guldager
- 2011: Preis nicht vergeben
- 2012: Camilla Christensen
- 2013: Lars Frost
- 2014: Lone Hørslev
- 2015: Laus Strandby Nielsen
- 2016: Sidsel Falsig Pedersen
- 2017: Kristian Bang Foss
- 2018: Mette Moestrup
- 2019: Olga Ravn
- 2021: Majse Aymo-Boot